# Grotte de Saptaparni
La Grotte de Saptparni, appelée aussi Grotte de Sattapani, est une grotte Bouddhiste située sur le Pic des Vautours (Gridhakuta) à environ 2 km au sud-ouest de Rajgir, Bihar, en Inde.
La grotte de Saptaparni est importante dans la tradition Bouddhiste, parce que beaucoup croient que c'est le site dans lequel le Bouddha a passé un certain temps avant sa mort, et que c'est là où le premier concile Bouddhiste a été organisé après la mort de Bouddha (paranirvana),,.
C'est ici qu'un conseil de quelques centaines de moines a décidé de nommer Ananda (cousin du Bouddha) et Upali, qui était réputé pour sa bonne mémoire et qui avait accompagné le Bouddha quand il avait donné des sermons dans le nord de l'Inde, pour composer les enseignements du Bouddha pour les générations futures. Le Bouddha n'a jamais écrit lui-même ses enseignements. Après la réunion de la grotte de Saptaparni, Ananda a créé une tradition orale de l'enseignement de Bouddha à partir de sa mémoire, en commençant par « Ainsi ai-je entendu en une occasion... ». Upali est crédité de la récitation de la Nikaya, de la discipline ou de "règles pour les Bhikshus". Cette tradition se trouve dans le Vinaya Pitaka II.284 par II.287 et Digha Nikaya II.154.

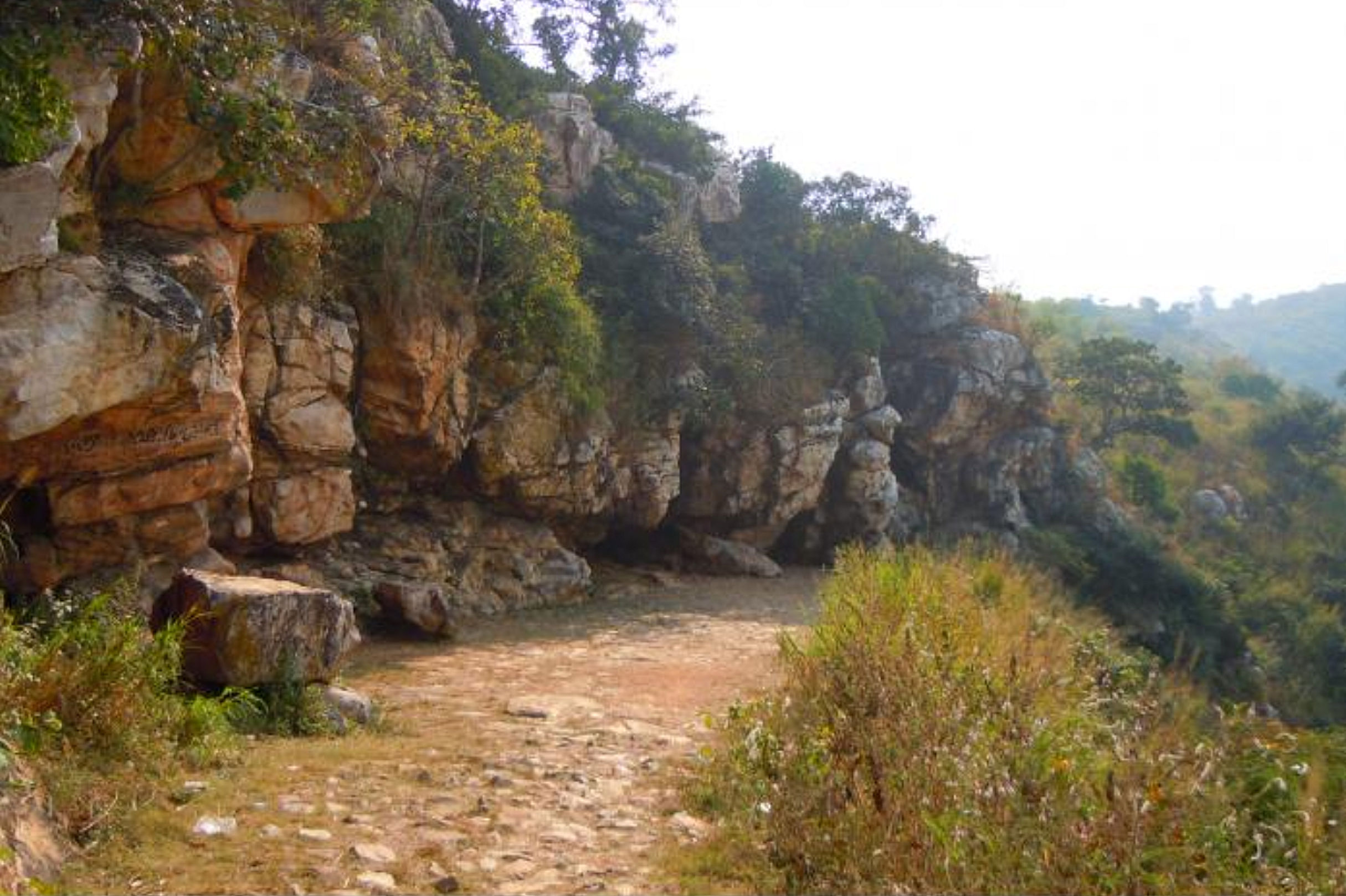
Entrée de la grotte de Saptaparni.

Cette grotte fait partie d'un ensemble de grottes naturelles utilisées par les Bouddhistes, avant la création des premières grottes artificielles creusées dans le roc, les grottes de Barabar, sous le règne d'Ashoka en 261 av.J-C.